# Raja Surya
Raja Surya fou efímer rei de Sitawaka, fill d'una filla de Raja Sinha I. Va succeir al seu avi a la seva mort el 1593.
Era a Ellawala quan es va saber que el seu avi havia mort i fou proclamat rei, retornant a Sitawaka. Va córrer el rumor de que havia causat la mort del seu avi amb l'ajut del astròleg Dodampe Ganitaya que li hauria fet bruixeria. Al mateix temps la població de les muntanyes proclamava rei a Konappu Bandara amb el nom de Vimaladharmasuriya I.
El nou rei tenia per costum passar el dia a palau i a la nit anava al poble de Maniyangama per aparellar-se amb la filla del astròleg. La germana gran de Raja Sinha I en fou informada però no va prendre cap mesura; el mudaliyar Mannamperuma Mohotti, que residia a Kadurugaskapalla, una nit va entrar a la residència on era el rei a Tuntota i el va matar. La reina i el seu fill de cinc anys que eren a Mattamagoda foren portats a palau i la princesa Mahabiso Bandara va fer proclamar rei al nen Nikapitiya Bandara però amb el poder efectiu en mans del que havia estat primer ministre de Raja Sinha I, Arittaki Wendu Perumal (que després fou mudaliyar i fou conegut amb el nom de Manamperi o Mannamperuma Mohotti) que fou nomenat comandant en cap de l'exèrcit (més tard va agafar el nom de Jayawira Bandara Perumal i fou conegut pels portuguesos com el Perumal). L'oposició la van encapçalar els generals Panikki i Kuruppu, que amb una part de l'exèrcit es van dirigir a Kotte i es van posar al servei del rei Dharmapala i dels portuguesos.